# Bataille de Legnano
Guerres entre Communes et pape et pro-empereurs
Batailles
1150 – 1200
- Vernavola (1154)
- Spolète (1155)
- Tortone (1155)
- Milan (1158)
- Siziano (1159)
- Crema (1159)
- Carcano (1160)
- Milan (1162)
- Prataporci (1167)
- Alexandrie (1174-1175)
- Legnano (1176)

1201 – 1250
- Calcinato (1201)
- Casei Gerola (1213)
- Cortenuova (1237)
- Brescia (1238)
- Faenza (1239)
- Giglio (1241)
- Viterbe (1243)
- Parme (1248)
- Fossalta (1249)
- Cingoli (1250)

1251 – 1300
- Bataille de Montebruno (1255)
- Cassano (1259)
- Montaperti (1260)
- Bénévent (1266)
- Tagliacozzo (1268)
- Colle (1269)
- Roccavione (1275)
- Desio (1277)
- Forlì (1282)
- Pieve al Toppo (1288)
- Campaldino (1289)

1301 – 1350
- Pavie (1302)
- La Lastra (1304)
- Milan (1311)
- Soncino (1312)
- Gaggiano (1313)
- Rho (1313)
- Ponte San Pietro (1313)
- Scrivia (1315)
- Montecatini (1315)
- Pavie (1315)
- Sestri (1318)
- Bardi (1321)
- Mirandola (1321)
- Gorgonzola (1323)
- Vaprio d'Adda (1324)
- Altopascio (1324)
- Zappolino (1325)
- San Felice (1332)
- San Quirico (1341)
- Gamenario (1345)

1351 – 1402
- Mirandola (1355)
- Casorate (1356)
- Solara (1356)
- Alexandrie (1391)
- Casalecchio (1402)

La bataille de Legnano eut lieu le 29 mai 1176, aux abords de la ville de Legnano, dans la province de Milan. Cet affrontement joua un rôle crucial dans la guerre que menait le Saint-Empire romain germanique afin d'affirmer son pouvoir sur les communes de l’Italie septentrionale qui avaient mis de côté leurs rivalités pour s'unir dans la Ligue lombarde, sous l'égide du pape Alexandre III.
L'empereur Frédéric Barberousse chercha à employer la force pour soumettre les communes et fut vaincu par les troupes lombardes qui firent bon usage de la topographie du terrain et de leurs piques contre une armée composée presque exclusivement de cavaliers.
Cette bataille est fréquemment érigée en symbole par la Ligue du Nord.

## Phases de la bataille
La bataille de Legnano fut une bataille fortuite, les deux avant-gardes d’infanterie se rencontrant et entamant les hostilités sans que les armées aient eu le temps d'établir une stratégie.
Le combat débuta donc entre les 700 fantassins de la Ligue lombarde, provenant en majorité de Legnano, et les 300 fantassins qui formaient l'avant-garde impériale. Ce premier contact dura une vingtaine de minutes jusqu'à ce que l'empereur Frédéric Barberousse, rejoint par ses cavaliers, charge les Lombards, forcés de se regrouper autour de leur carroccio, un chariot depuis lequel les officiers commandent leurs troupes, et sur lequel se trouve une croix d'Ariberto d'Intimiano.
Les soldats lombards adoptèrent alors autour de leur carroccio une formation appelée schiltron, où les lanciers font cercle, leur lance pointée vers l'extérieur, pour s'opposer aux charges de cavalerie.
Les fantassins lombards résistèrent aux assauts des troupes impériales. Quelques cavaliers lombards parvenus à fuir le champ de bataille rejoignirent Milan et avertirent la cavalerie lombarde du déroulement de la bataille. À la tête de cette cavalerie lombarde, la « Compagnie de la Mort », un groupe de cavaliers sélectionnés qui avaient juré de protéger leur commandant jusqu'à la mort, dirigea la charge finale contre l'armée impériale qui est mise en déroute. L'empereur, désarçonné, dut fuir à pied.
Il est difficile d'établir avec précision le lieu exact de la bataille. Les Annales de Cologne indiquent approximativement où se situait le carroccio: les Lombards « placèrent leur armée à l'intérieur d'une grande fosse ».
Cette indication peut être interprétée comme un indice que la bataille se soit déroulée près de la contrada de San Martino à Legnano, ou à proximité de la côte de San Giorgio, et donc sur un territoire appartenant à la commune de San Giorgio su Legnano.

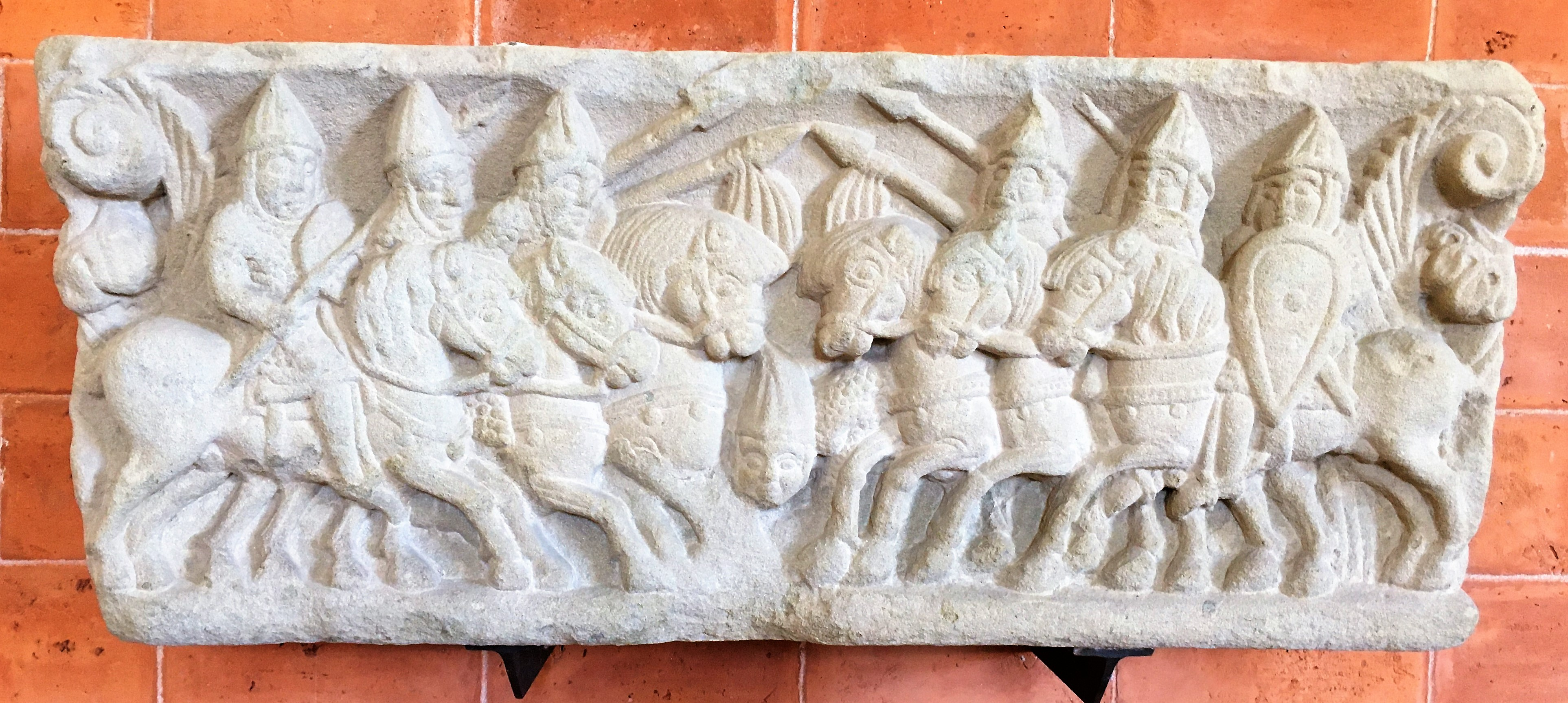
Chevaliers du XIIe siècle, Pavie, Musei Civici.

La bataille de Legnano représente l'un des rares exemples où l'infanterie médiévale parvint à vaincre une troupe de cavalerie.

## Commémoration
À Legnano, chaque année le dernier dimanche de mai, se déroule le Palio, en honneur de la victoire lombarde et les huit contrade historiques concourent dans une course hippique.

## Dans les arts
La bataille de Legnano a inspiré un opéra en 4 actes à Giuseppe Verdi : La battaglia di Legnano.
La bataille inspira également le cinéaste italien Mario Caserini qui réalisa en 1910 La Bataille de Legnano, un film muet en noir et blanc.
Le film Barbarossa, sorti en 2009, a pour conclusion la bataille de Legnano.
La seconde strophe de la troisième partie de l'hymne national italien, Fratelli d’Italia, mentionne la bataille.